# Джозеф Маццелло
Джозеф Маццелло (англ. Joseph Mazzello; 21 вересня 1983 року, Рінебек, Нью-Йорк, США) — американський актор, режисер та сценарист.

## Біографія
Майбутній актор народився в місті Рінебеці, і виріс у Гайд-парк, штат Нью-Йорк, в сім'ї Джозефа-старшого і Джіні Маццелло, які володіють власною школою мистецтв. Має італійські, єврейські, польські, ірландські корені. Має старшу сестру Марію і молодшого брата Джона, який також знімався в деяких фільмах. Маццелло є випускником «Our Lady of Lourdes High School» та університету Південної Каліфорнії
Найбільшу популярність і славу здобув завдяки зйомкам у таких фільмах, як «Парк Юрського періоду», в ролі Тіма Мерфі в 1993 році, «Ліки», в ролі Декстера в 1995 році, а також в деяких телесеріалах, таких як «Тихий океан» і «Без сліду», які транслювалися по HBO.
У 2007 році Джозеф Маццелло був виконавчим продюсером у фільмі «Питання життя і смерті», в якому брали участь такі знаменитості, як Девід Стретейрн (з яким Джозеф вже працював в «Відчуття бачення», «Дика річка» і «Саймон Бірч»), Деніел Ґілліс і Рейчел Лі Кук.
Зріст Джозефа Маццелло становить 1 метр 75 см.

## Фільмографія
| Рік  | Українська назва                         | Оригінальна назва                   | Персонаж                |
| ---- | ---------------------------------------- | ----------------------------------- | ----------------------- |
| 2018 | Богемна Рапсодія                         | Bohemian Rhapsody                   | Джон Дікон              |
| 2013 | G.I. Joe: Атака кобри 2                  | G.I. Joe: Retaliation               | Морріс Сандерсон / Маус |
| 2010 | Соціальна мережа                         | Social network                      | Дастін Московіц         |
| 2010 | Тихий океан                              | The Pacific                         | Юджин Следж             |
| 2007 | Питання життя і смерті                   | Matters of Life and Death           | Девід Дженінгс          |
| 2006 | Відчуття бачення                         | The Sensation of Sight              | Трипп                   |
| 2004 | Повернення в сонну лощину                | The Hollow                          | Скотт                   |
| 2004 | Модная мамця                             | Raising Helen                       | ?                       |
| 2004 | Без сліду                                | Without a Trace                     | Шон Стенлі              |
| 2003 | C.S.I.: Місце злочину                    | CSI: Crime Scene Investigation      | Джастін Ламон           |
| 2002 | Провіденс                                | Providence                          | Тоні                    |
| 2001 | Провінціали                              | Wooly Boys                          | Чарлі                   |
| 1998 | Історії з мого дитинства                 | Stories from My Childhood           | озвучування             |
| 1998 | Саймон Бірч                              | Simon Birch                         | Джозеф                  |
| 1997 | Зоряний бойскаут                         | Star Kid                            | Спенсер Гриффіт         |
| 1997 | Парк Юрського періоду 2: Загублений світ | The Lost World: Jurassic Park       | Тім Мерфі               |
| 1995 | Три бажання                              | Three Wishes                        | Том Холман              |
| 1995 | Ліки                                     | Cure                                | Декстер                 |
| 1995 | Батько для Чарлі                         | A Father for Charlie                | Чарлі                   |
| 1994 | Дика річка                               | The River Wild                      | Рорк                    |
| 1993 | Країна тіней                             | Shadowlands                         | Дуглас Грешам           |
| 1993 | Парк Юрського періоду                    | Jurassic Park                       | Тім Мерфі               |
| 1992 | Нестерпний вибір: Зберегти дитину        | Desperate Choices: To Save My Child | Віллі Роббінс           |
| 1992 | Принц з Нью-Йорка                        | Jersey Girl                         | Джейсон                 |
| 1992 | Той, що прагне у висоту                  | Radio Flyer                         | Боббі                   |
| 1990 | Презумпція невинності                    | Presumed Innocent                   | Венделл МакГаффен       |
| 1990 | ?                                        | Unspeakable Acts                    | Джейсон Харрісон        |